# Фальтоній Проб Аліпій
Фальтоній Проб Аліпій (*Faltonius Probus Alypius, д/н —після 393) — державний діяч часів пізньої Римської імперії.

## Життєпис
Походив із заможної та знатної родини Риму. Був молодшим сином Клодія Цельсіна Адельфа, префекта Риму 351 року, та відомої поетеси Фальтонії Проб. Був християнином, здобув гарну освіту. Про молоді роки мало відомо. У 370–371 роках за часи префекта Риму Максиміна вимушений був залишити Рим. У 378 році призначається вікарієм провінції Африка. У 391 році стає префектом Риму. Того ж року встановив статую на честь імператора Феодосія I. У 393 році було запрошено до двору узурпатора Євгенія. Про подальшу долю немає відомостей.
Підтримував листування з Вірієм Нікомахом Флавіаном, Квінтом Аврелієм Сіммахом та Святим Амвросієм Медіоланським.